# Liste der Staatsoberhäupter 998
Übersicht
◄◄ | ◄ | 994 | 995 | 996 | 997 | Liste der Staatsoberhäupter 998 | 999 | 1000 | 1001 | 1002 | ► | ►►

Weitere Ereignisse

## Afrika
- Ägypten (Fatimiden)
  - Kalif: Al-Hākim bi-amr Allāh (996–1021)

- Äthiopien
  - Kaiser (Negus Negest): Jan Seyum (959–999)

- Ifrīqiya (Ziriden)
  - Herrscher: Badis ibn Ziri (995–1016)

## Asien
- Armenien
  - König: Gagik I. (989–1020)

- Bagan
  - König: Kunhsaw Kyaunghpyu (992–1014)

- Champa
  - König: Vijaya Shrî Harivarman II. (991–998)
  - König: Yan Pu Ku Vijaya Shrî (998–1007)

- China
  - Liao (in Nordchina)
    - Kaiser: Shengzong (982–1031)

  - Nördliche Song
    - Kaiser: Zhenzong (987–1022)

  - Xi Xia
    - Kaiser: Tàizǔ (991–1004)

- Georgien
  - König: Gurgen (994–1008)

- Indien
  - Westliche Chalukya (in Westindien)
    - König: Jata Choda Bhima (973–1000)

  - Chola (in Südindien)
    - König: Rajaraja I. (985–1014)

  - Kaschmir (Lohara-Dynastie)
    - Königin: Didda (958–1003)

  - Pala
    - König: Ramapala (ca. 974–ca. 1027)

  - Pratihara
    - König: Rajyapala (960–1018)

- Iran
  - Buyiden
    - Herrscher von Dschibal: Schams ad-Daula Abu Tahir Fulan (997–1021)
    - Herrscher von Fars, Chuzistan und Kirman: Samsam ad-Daula Abu Kalidschar Marzuban (990–998)
    - Herrscher: Baha ad-Daula Abu Nasr Firuz (998–1012)

  - Ghaznawiden
    - Herrscher: Mahmud (997–1030)

  - Saffariden
    - Herrscher: Wali d-Daula Abu Ahmad Chalaf (969–1003)

  - Samaniden
    - Herrscher: Abu l-Harith Mansur II. (997–999)

- Japan
  - Kaiser: Ichijō (986–1011)

- Khmer
  - König: Jayavarman V. (968–1001)

- Korea
  - Goryeo
    - König: Mokjong (997–1009)

- Mataram
  - König: Dharmawangsa (985–1006)

- Kalifat der Muslime
  - Kalif: al-Qādir bi-'llāh (991–1031)

## Europa
- Bulgarien
  - Zar: Samuil (997–1014)

- Burgund
  - König: Rudolf III. (993–1032)

- Byzantinisches Reich
  - Kaiser: Basileios II. (976–1025)

- Dänemark
  - König: Sven Gabelbart (986–1014) (1013–1014 König von England), (986–995, 1000–1014 König von Norwegen)

- England
  - König: Æthelred der Unberatene (978–1013, 1014–1016)

- Frankreich
  - König: Robert II. (996–1031)
  - Anjou
    - Graf: Fulko III. (987–1040)

  - Aquitanien
    - Herzog: Wilhelm V. (995–1030)

  - Auvergne
    - Graf: Wilhelm IV. (989–1016)

  - Bretagne
    - Herzog: Gottfried I. (992–1008)

  - Burgund (Herzogtum)
    - Herzog: Heinrich I. (965–1002)

  - Burgund (Freigrafschaft)
    - Pfalzgraf: Otto Wilhelm (982–1026)

  - Maine
    - Graf: Hugo III. (992–1015)

  - Normandie
    - Herzog: Richard II. (996–1026)

  - Grafschaft Toulouse
    - Graf: Wilhelm III. (960–1037)

- Heiliges Römisches Reich
  - Römisch-deutscher König: Otto III. (983–1002) (seit 996 Kaiser)
    - Bayern
      - Herzog: Heinrich IV. (995–1004, 1009–1017) (1002–1024 Römisch-deutscher König)

    - Böhmen
      - Herzog: Boleslav II. (967–999)

    - Flandern
      - Graf: Balduin IV. (988–1035)

    - Holland
      - Graf: Dietrich III. (993–1039)

    - Kärnten
      - Herzog: Otto I. (978-983, 995–1004)

    - Lausitz
      - Markgraf: Gero (993–1015)

    - Luxemburg
      - Graf: Siegfried I. (963–998)
      - Graf: Heinrich I. (998–1026)

    - Meißen
      - Markgraf: Ekkehard I. (985–1002)

    - Niederlothringen
      - Herzog: Otto (991–1005/06)

    - Nordmark
      - Markgraf: Lothar von Walbeck (993–1003)

    - Oberlothringen
      - Herzog: Dietrich I. (984–1026/27)

    - Sachsen
      - Herzog: Bernhard I. (973–1011)

    - Schwaben
      - Herzog: Hermann II. (997–1003)

- Italien
  - Nationalkönig: Otto III. (983–1002)
  - Amalfi
    - Herzog: Manso I. (966–1004) (981–983 Fürst von Salerno)

  - Benevent (gemeinsame Herrschaft)
    - Herzog: Pandulf II. (981–1014)
    - Herzog: Landulf V. (987–1033)

  - Capua
    - Fürst: Laidulf (993–999)

  - Ivrea
    - Markgraf: Konrad (965–1001)

  - Kirchenstaat
    - Papst: Gregor V. (996–999)

  - Montferrat
    - Markgraf: Wilhelm III. (991–1017)

  - Neapel
    - Herzog: Sergius III. (977–999)

  - Salerno
    - Fürst: Waimar III. (994–1027)

  - Sizilien (Kalbiten)
    - Emir: Yusuf al-Kalbi (989–998)
    - Emir: Dscha'far al-Kalbi (998–1019)

  - Toskana
    - Herzog: Hugo (961–1001)

  - Venedig
    - Doge: Pietro II. Orseolo (991–1009)

- Kroatien
  - König: Svetoslav Suronja (997–1000)

- Norwegen
  - König: Olav I. Tryggvason (995–1000)

- Polen
  - Herzog: Bolesław I. Chrobry (992–1025) (ab 1025 König)

- Russland
  - Großfürst: Wladimir I. (980–1015)

- Schottland
  - König: Kenneth III. (997–1005)

- Schweden
  - König: Olaf Schoßkönig (um 995–1022)

- Spanien
  - Grafschaft Barcelona
    - Graf: Raimund Borrell (992–1017)

  - Kalifat von Córdoba
    - Kalif: Hischam II. (976–1009, 1010–1013)

  - Kastilien
    - Graf: Sancho García (995–1017)

  - León
    - König: Bermudo II. (984–999)

  - Navarra
    - König: García II. (994–1000)

- Ungarn
  - König: Stephan I., der Heilige (997–1038) (bis 1000 Großfürst)

- Wales
  - Deheubarth
    - Fürst: Maredudd ab Owain (986–999) (986–999 Fürst von Powys und Gwynedd)

  - Glywysing
    - Fürst: Hywel ab Owain (um 990–um 1043)

  - Gwent (983–1015 gemeinsame Herrschaft)
    - Fürst: Rhodri ap Elisedd (983–um 1015)
    - Fürst: Gruffydd ap Elisedd (983–um 1015)

  - Gwynedd
    - Fürst: Maredudd ab Owain (986–999) (986–999 Fürst von Powys und Deheubarth)

  - Powys
    - Fürst: Maredudd ab Owain (986–999) (986–999 Fürst von Deheubarth und Gwynedd)

- Zeta (im heutigen Montenegro)
  - Fürst: Jovan Vladimir (989–1015)